# 장미의 이름 (영화)
《장미의 이름》(영어: The Name of the Rose)은 1986년 개봉한 이탈리아, 독일, 프랑스 합작 역사 미스터리 영화로, 움베르토 에코의 소설 《장미의 이름》을 영화화한 것이다. 프랑스의 장자크 아노 감독이 연출했고, 주인공 윌리엄 수도사 역으로 숀 코너리, 아드조 역으로 크리스천 슬레이터가 출연했다.

## 배역
- 숀 코너리 - 바스커빌의 윌리엄 역
- F. 머리 에이브러햄 - 베르나르 기 역
- 크리스천 슬레이터 - 멜크의 아드조 역
  - 드와이트 와이스트 - 노년의 아드조 목소리 역
- 헬무트 크발팅거 - 레미지오 데 바라이네
- 엘리아 바스킨 - 세베리누스
- 마이클 론즈데일 - 애벗
- 폴커 프레흐텔 - 말라키아
- 표도르 샬랴핀 주니어 - 호르헤 데 부르고스
- 윌리엄 히키 - 카살레의 우베르티노
- 미하엘 하베크 - 베렝가리오
- 우르스 알트하우스 - 베난티우스
- 발렌티나 바르가스 - 소녀
- 론 펄먼 - 살바토레
- 레오폴도 트리에스테 - 체세나의 미켈레
- 프랑코 발로브라 - 카파의 제롬 역
- 베르농 도브체프 - 뉴캐슬의 휴 역
- 도널 오브라이언 - 아시시의 피에트로 역
- 앤드루 버킨 - 윈체스터의 커스버트 역
- 뤼시앵 보다르 - 베르트랑 추기경 역
- 페터 베를링 - 아노의 장 역
- 피트 랭커스터 - 알보레아 주교 역

## 한국어 더빙 성우진

### KBS, 1993년 1월 24일
- 이강식 - 윌리엄(숀 코네리)
- 김종환 - 아조(크리스찬 슬레이터)

外

### SBS, 1999년 10월 6일
- 유강진 - 윌리엄(숀 코네리)
- 안지환 - 아조(크리스찬 슬레이터)
- 김현직
- 온영삼
- 탁원제
- 김용식
- 김정호
- 이종오
- 이진화
- 김익태
- 황윤걸
- 김태웅